# Орішко Іван Сергійович
Іван Сергійович Орішко (19 січня 1906, село Родіонівка Бахмутського повіту Катеринославської губернії, тепер у складі міста Сіверська Бахмутського району Донецької області — 6 листопада 1947, загинув у автомобільній аварії) — радянський партійний діяч, голова Ворошиловградського облвиконкому. Депутат Верховної Ради СРСР 2-го скликання (в 1946—1947 роках).

## Біографія
Народився в родині селянина-бідняка. У 1917 році закінчив чотири класи сільської школи в селі Родіонівці Бахмутського повіту. У травні 1918 — квітні 1920 року — працював у господарстві матері в рідному селі. У квітні 1920 — січні 1922 року — мастильник служби колії на станції Яма Північно-Донецької залізниці. У 1922 році вступив до комсомолу.
У січні 1922 — червні 1926 року — слюсар, помічник машиніста доломітного заводу на станції Яма Північно-Донецької залізниці.
У червні 1926 — липні 1928 року — курсант дворічної радянської партійної школи в місті Артемівську на Донбасі.
Член ВКП(б) з жовтня 1926 року.
У липні — листопаді 1928 року — пропагандист Артемівського окружного комітету КП(б)У.
У листопаді 1928 — листопаді 1929 року — курсант 7-го стрілецького полку роти однорічників у місті Севастополі.
У листопаді 1929 — липні 1930 року — завідувач відділу культури і пропаганди Краснолиманського районного комітету КП(б)У на Донбасі.
У липні 1930 — лютому 1931 року — слухач курсів районних партійних працівників при ЦК КП(б)У в місті Харкові.
У лютому — вересні 1931 року — член пропагандистської групи ЦК КП(б)У в місті Костянтинівці на Донбасі. У вересні 1931 — вересні 1932 року — завідувач відділу культури і пропаганди Костянтинівського міського комітету КП(б)У.
У вересні 1932 — грудні 1933 року — секретар партійного комітету КП(б)У Костянтинівського цинкового заводу Донецької області. У грудні 1933 — лютому 1935 року — секретар партійного комітету КП(б)У Торецького заводу вугільного машинобудування імені Ворошилова у місті Дружківці Донецької області. У лютому 1935 — жовтні 1936 року — секретар партійного комітету КП(б)У рудоуправління у місті Часів Яр Артемівського району Донецької області.
У жовтні 1936 — червні 1937 року — завідувач відділу культури і пропаганди Артемівського міського комітету КП(б)У. У червні — грудні 1937 року — секретар Артемівського міського комітету КП(б)У Донецької області.
У січні (7 травня) — червні 1938 року — в.о. 3-го секретаря Старобільського окружного комітету КП(б)У Донецької області.
У червні 1938 — лютому 1939 року — 2-й секретар Ворошиловградського обласного комітету КП(б)У. У 1939 році виключений із ВКП(б) та заарештований органами НКВС. У 1940 році звільнений і 30 жовтня 1940 року відновлений у членах партії.
У вересні 1940 — вересні 1943 року — начальник Ворошиловградського обласного земельного відділу.
У вересні 1943 — 6 листопада 1947 року — голова виконавчого комітету Ворошиловградської обласної ради депутатів трудящих.
Загинув у автомобільній аварії. Похований у центрі міста Ворошиловграда (Луганська).

## Нагороди
- медаль «Партизанові Вітчизняної війни» 1-го ст.
- медаль «За перемогу над Німеччиною у Великій Вітчизняній війні 1941—1945 рр.»
- медаль «За доблесну працю у Великій Вітчизняній війні 1941—1945 рр.»